# Гадомский (лунный кратер)
Кратер Гадомский (лат. Gadomski) — древний крупный ударный кратер в северном полушарии на обратной стороне Луны. Название присвоено в честь польского астронома Яна Гадомского и утверждено Международным астрономическим союзом в 1970 г. Образование кратера относится к нектарскому периоду.

## Описание кратера
Ближайшими соседями кратера являются кратер Кулик на северо-западе; кратер Фаулер на севере, кратер Цейпель на северо-востоке, кратер Клют на востоке, кратер Санфорд на юго-востоке; кратер Блажко на юге и кратер Евдокимов на юго-западе. Селенографические координаты центра кратера 36°13′ с. ш. 147°22′ з. д. / 36,21° с. ш. 147,36° з. д., диаметр 65,7 км, глубина 2,7 км.
Кратер имеет близкую к циркулярной форму, умеренно разрушен. Южная часть вала перекрыта сдвоенной парой кратеров, восточная – одиночным кратером, к северо-западной части вала примыкает сателлитный кратер Гадомский X (см. ниже). Сам кратер Гадомский, в свою очередь, почти полностью перекрывает останки древнего безымянного кратера, центр которого смещен к востоку. Среднее возвышение вала 1250 м, объем кратера составляет приблизительно 3700 км³. Дно чаши сравнительно ровное, испещрено множеством мелких кратеров.

## Сателлитные кратеры
| Гадомский | Координаты                                              | Диаметр, км |
| --------- | ------------------------------------------------------- | ----------- |
| A         | 38°17′ с. ш. 146°26′ з. д. / 38,28° с. ш. 146,43° з. д. | 30,8        |
| X         | 37°33′ с. ш. 148°23′ з. д. / 37,55° с. ш. 148,39° з. д. | 37,7        |

- Образование сателлитного кратера Гадомский X относится к нектарскому периоду[1].